# 37 فيدس
فيدس (أو 37 فيدس وفق تسمية الكوكب الصغير) (بالإنجليزية: 37 Fides)‏ هو كويكب ضمن حزام الكويكبات؛ وهو الكويكب السابع والثلاثون من حيث ترتيب الاكتشاف.
اكتشف روبرت لوثر هذا الكويكب في الخامس من أكتوبر سنة 1855؛ وأسماه فيدس، على اسم إحدى الآلهة وفق الأساطير الرومانية.